# Saint-Avit-Rivière
Saint-Avit-Rivière é uma comuna francesa na região administrativa da Nova Aquitânia, no departamento Dordonha. Estende-se por uma área de 13 km². Em 2010 a comuna tinha 81 habitantes (densidade: 6,2 hab./km²).